# Граман X-29
Граман X-29 (енгл. Grumman X-29) је експериментални авион који је служио за испитивања утицаја инверзних крила на аеродинамичке способности летелица. Да би уопште полетио било је потребно направити овај авион од изузетно чврстих али не претешких материјала и употребити fly-by-wire управљачке системе. Први X-29 је полетео 1984. године а још два су израђена у наредних десет година. Најсличнији савремени прототип је руски С-37 познатији као Су-47.

## Развој
Укупно три Х-29 су направљена а произвођач је Граман Корпорација, позната и по изградњи лунармог модула Аполо. Авион је користио основни део(тзв. тело авиона) од већ постојећег Northrop F-5A ловца али је главна опрема за слетање преузета од
 ловца.
Почетна ознака за пројекат и авион уопште је била G-712.
Након склапања први примерак је полетео 13. децембра 1984. године и тако постао први авион са инверзним крилима који је летео надзвучном брзином.
При лету показао је одличне контролне и маневарске способности, смањену турбуленцију али је грађа авиона утицала на лет. Проблем је била стална потреба да се мења курс лета (чак до 40 пута у минуту) па је контрола над авионом препуштена систему од три дигитална и три аналогна рачунара. Сваки рачунар је вршио потребне корекције лета али је истовремено и надгледао осталих пет рачунара како би могао уочити евентуалну грешку. Овакав систем је био поуздан али и скуп а у исто време је чинио овај авион беспилотном летелицом.
Након истраживања сви прототипови су изложени у:
- Рајт-Петерсон војној бази у Ленглију, Охајо
- Војној бази Едвардс, Калифорнија
- Националном музеју ваздухопловства и аеро-наутике, Вашингтон.

## Опште карактеристике
- Посада: 1 пилот
- Дужина: 14,7
- Висина: 4,3
- Распон крила: 8,8
- Површина крила: 57
- Маса без наоружања: 6.260
- Максимална полетна маса: 8.070
- Мотор: 1× General Electric F404 turbofan са 71.2 kN потиска.
- Максимална висина лета: 16,8
- Максимална брзина: 1,6 маха